# Markersdorf
Markersdorf è un comune di 4.246 abitanti della Sassonia, in Germania.
Appartiene al circondario (Landkreis) di Görlitz (targa GR).